# Zafisoro
Zafisoro, jedan od najmanjih od 18 naroda Madagaskara, broje 91.000 pripadnika koji žive na jugoistoku otoka uz obale Indijskog oceana u pokrajini Atsimo-Atsinanani. Kao i većinski Merine govore malgaškim makrojezikom, ali svojim dijalektom. Pretežno ispovijedaju animizam i kršćanstvo.

## Povijest
Zafisoro su vrlo mala etnička skupina koja najvjerojatnije vodi podrijetlo od afričkih iseljenika koji su na Madagaskar doplovili u 15. stoljeću, tada su zajedno sa svojim susjedima Antaifasyma činili jednu cjelinu. Do njihovog razdavajanja došlo je krajem 16. odnosno početkom 17. stoljeća, kad su njihovi zajednički kraljevi Isoro i Andriambolanoni vladali u Farafangani i okolini. Potomci Andriambolanonija osnovali su svoju dinastiju koja je vladala malim plemenskim kraljevstvom Antefasy, a potomci Isora osnovali su svoju dinastiju i vladali svojim kraljevstvom Zafisoro. Zafisoro na malgaškom znači djeca Isora. Otada su Zafisoro i Antaifasy bili u stalnim sukobima zbog zemlje, i postali vremenom dva naroda.
Zafisori kao i njihovi susjedi Antaifasy mirno su prihvatili vlast merinske kraljice Ranavalone I. početkom 19. stoljeća, jer im se to učinilo izvrsnom prilikom dokinuti svoje vječne međusobne sukobe. Jedini uvjet koji su postavili Zafisori bio je da se i njima dopusti mogućnost, kao prije toga Antaifasyjima, sami odabrati kraljičinog guvernera koji je trebao njima upravljati iz njihove prijestolnice Mahamanine. Ranavalona je prihvatila taj zahtjev Zafisora i postavila za guvernera Rainilaitafika, koji je stigao s vojskom u Mahamaninu 1830. godine. Tako su Zafisori uklopljeni u Kraljevstvo Merina. U rujnu 1990. godine ponovno su obnovljeni granični sukobi između Zafisora i Antaifasyja, tako da je u listopadu poginulo 40 ljudi. Nakon toga sklopljen je ugovor o nenapadanju. Ipak i nadalje tinja suparništvo između njih, i dovoljna je mala svađa oko polja riže kako bi ponovno izbio sukob.

## Zemljopisna rasprostranjenost
Ozemlje naroda Zafisoro nalazi se na jugoistočnoj obali Madagaskara u pokrajini Atsimo-Atsinanani južno od grada Farafangane do Rezervata prirode Manombo. Njihovi sjeverni susjedi su Antaifasy, zapadni Bare i južni Antaisake.